# Attentat d'août 2022 à Mogadiscio
Pour les articles homonymes, voir Attentat de Mogadiscio.
L'attentat d'août 2022 à Mogadiscio a débuté dans la soirée du 19 août 2022 lorsque des hommes armés d'al-Shabaab ont attaqué l'hôtel Hayat à Mogadiscio, en Somalie.

## Attentat
Dans un premier temps, deux voitures piégées ont explosé, puis des hommes armés ont ensuite pris d'assaut l'hôtel, tirant sur des personnes et prenant des otages. Au moins 21 personnes ont été tuées, et 117 autres ont été blessées, dont quinze sont dans un état critique. Le nombre d'hommes armés impliqués dans l'attaque est actuellement inconnu,. L'attaque a pris fin le 21 août lorsque tous les auteurs de l'attaque ont été tués par les autorités somaliennes. 

## Réactions
- Pakistan : Le ministère des Affaires étrangères a condamné l'attentat[4].
- États-Unis : Le Département d'État des États-Unis a publié une déclaration condamnant les attaques et faisant l'éloge des forces de sécurité somaliennes[5].